# بورت سالو
بورت سالو أو ميناء سالو هي مدينة من مدن هايتي. يبلغ عدد سكانها 1,911 نسمة وذلك حسب إحصائيات سنة 2009.

## أعلام
- تشارلز ريفيير-هيرار
- جان برتران أريستيد
- جميل جان جاك